# NGC 4653
إن جي سي 4653 (بالألمانية: NGC 4653) التي يرمز لها بالرمز NGC 4653، هي مجرة، في كوكبة العذراء.

## الاكتشاف
اكتشفت في 11 أبريل 1787، بواسطة ويليام هيرشل.